# Estádio Alto da Colina
Estádio Alto da Colina – stadion piłkarski w Pitandze, w stanie Parana, w  Brazylii. Swoje mecze domowe rozgrywa na nim Clube Atlético Pitanguense.